# Det Gamle Rådhus, Ribe

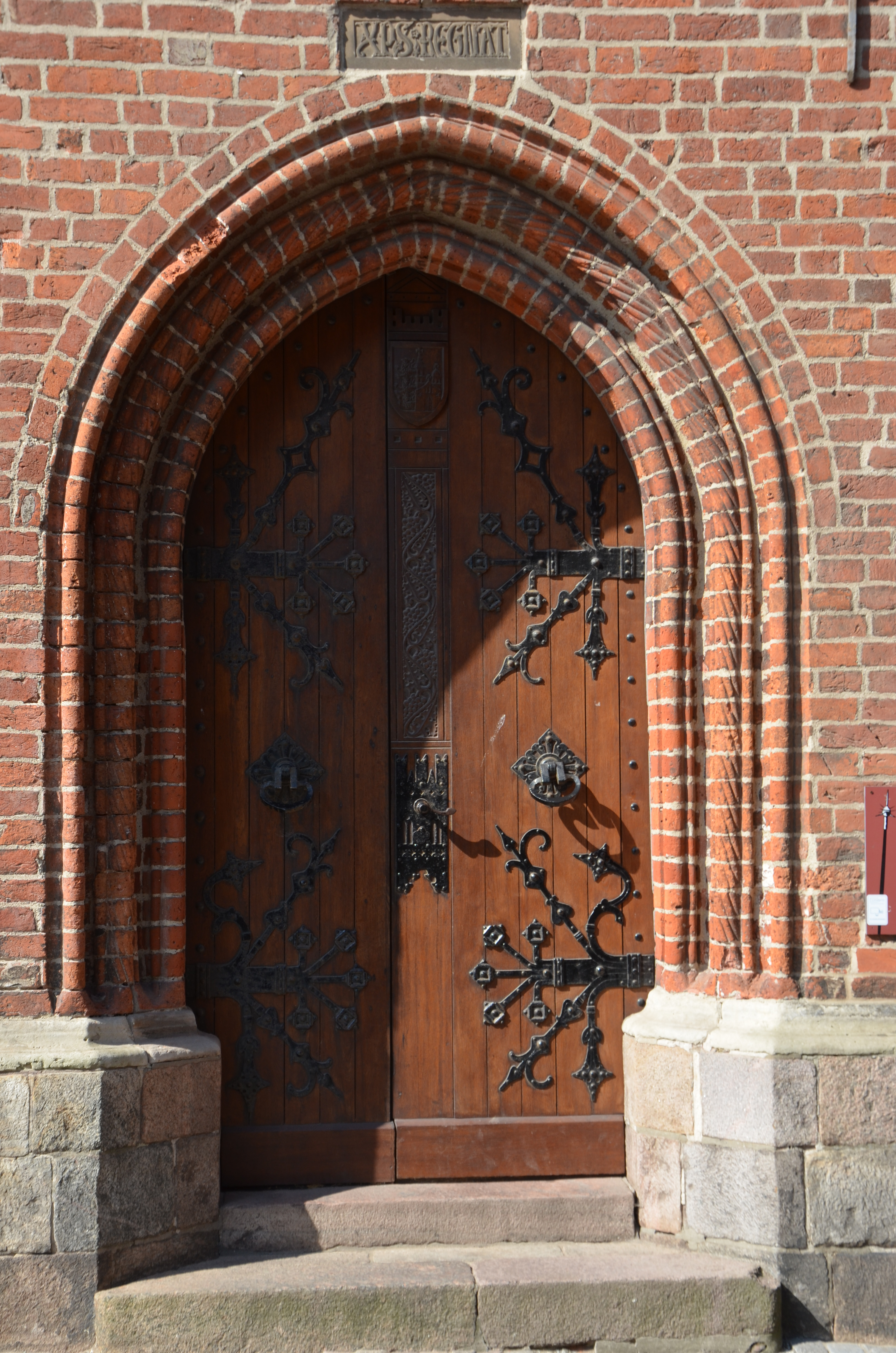
Norra porten till Det Gamle Rådhus

Det Gamle Rådhus är ett tidigare rådhus i Ribe i Sønderjylland i Danmark.
Det Gamle Rådhus, ursprungligen byggt som två hus, finns belagt från 1496. Husen var då bostadshus. År 1528 beslöt den dåvarande ägaren, domkaniken Niles Torkilsen, att bygga om husen och sammnslå dem till en byggnad. Fasaden ändrades då så att den blev enhetlig mot Von Støckens Plads, och det byggdes en trappstegsgavel mot Søndersportsgade.
Byggnaden köptes 1708 av Ribe stad för att användas som rådhus mellan 1709 och 2006.
Huset är uppfört i gotisk stil. Fasaden mot gatan har två rikt profilerade portinfattningar med latinska deviser med betydelsen "Kristus regerar" respektive "Kristus segrar" i huggen sandsten.
Ett  nyare rådhus har i modern tid, innan Ribe 2007 efter en kommunreform införlivades i Esbjerg kommun, byggts vid Sanct Nicolai Gade på andra sidan Ribe Å. Det gamla rådhuset används för ceremonier och inhyser också ett museum. På huset finns också Danmarks mest kända storkbo.
Byggnaden blev byggnadsminne 1918.

## Bilder

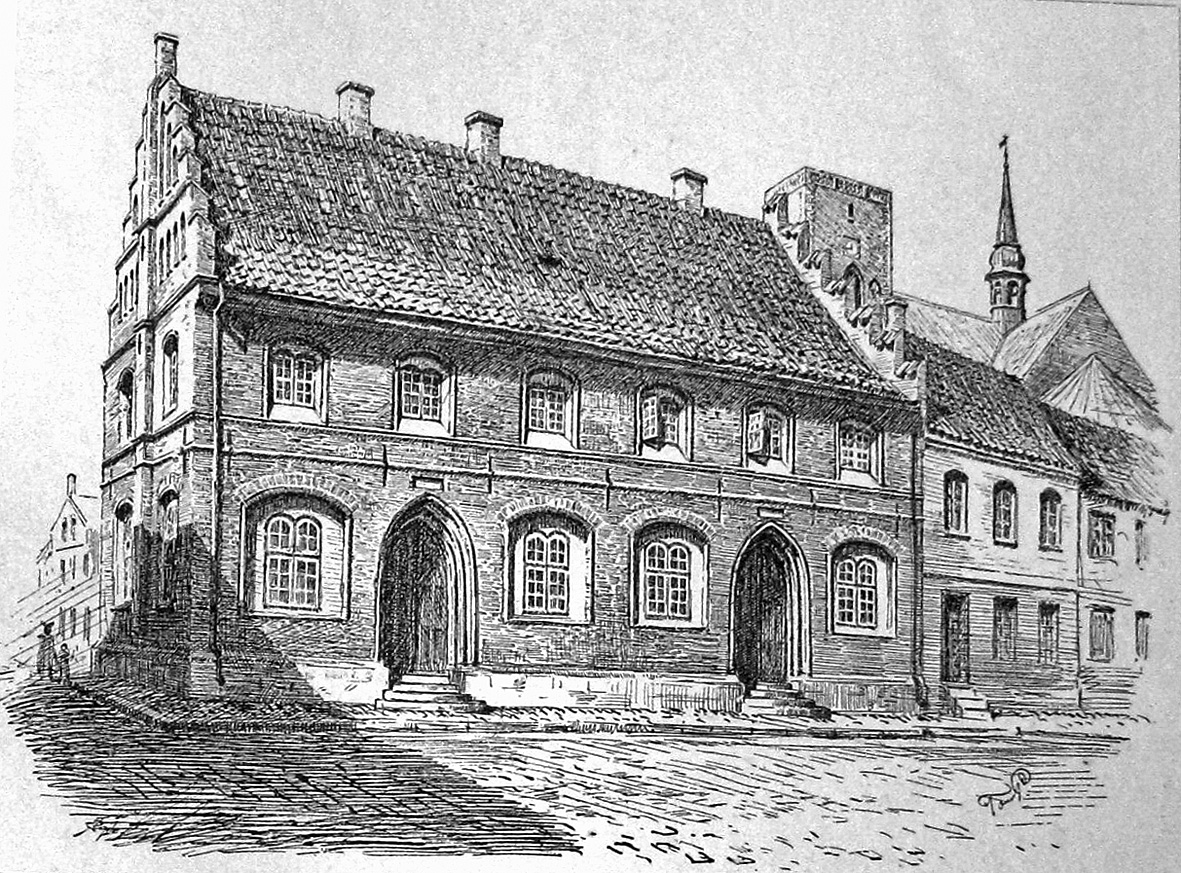
Det Gamle Rådhus, 1884
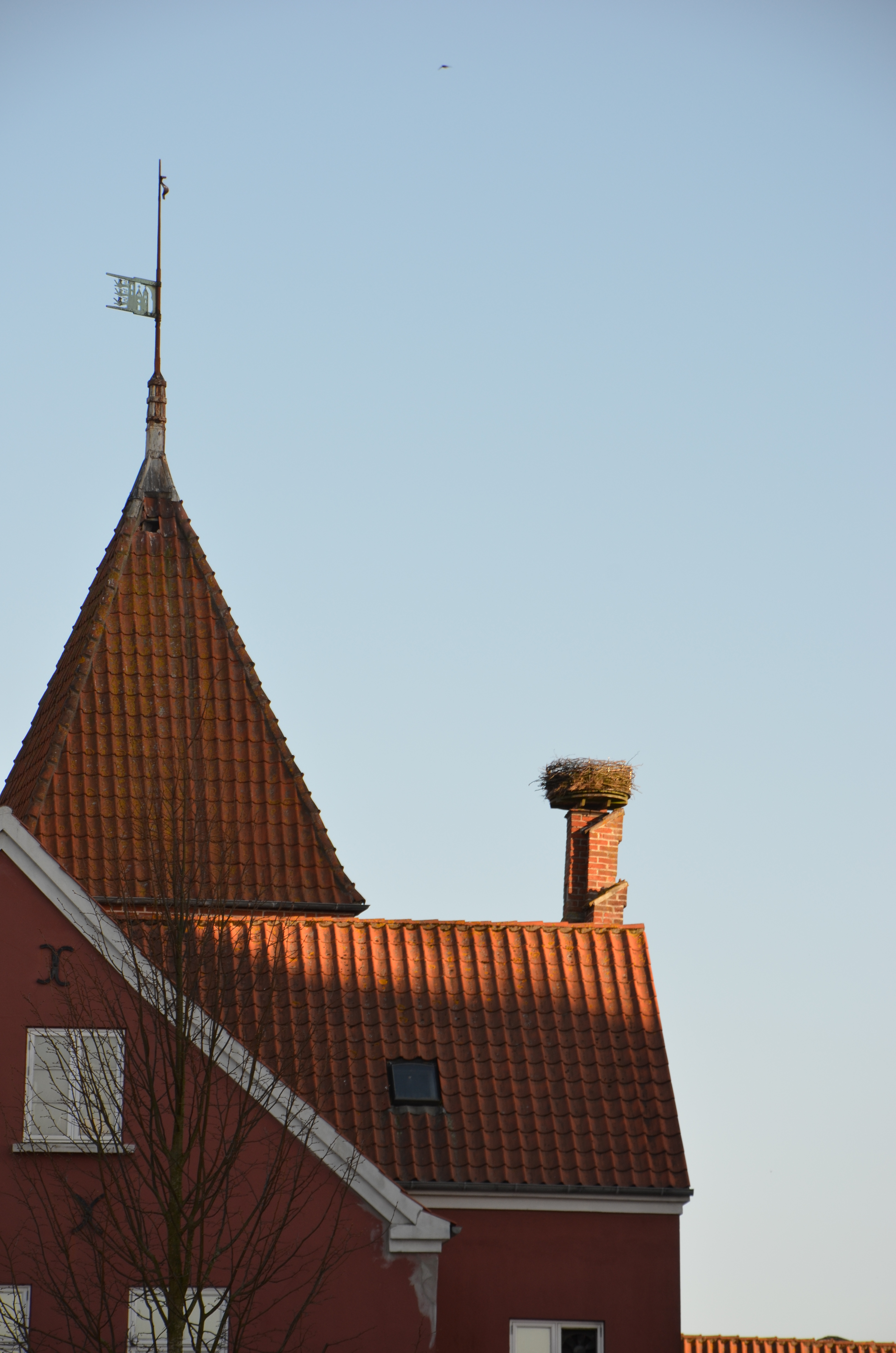
Storkboet på Det Gamle Rådhus